# Comitatul Dăbâca

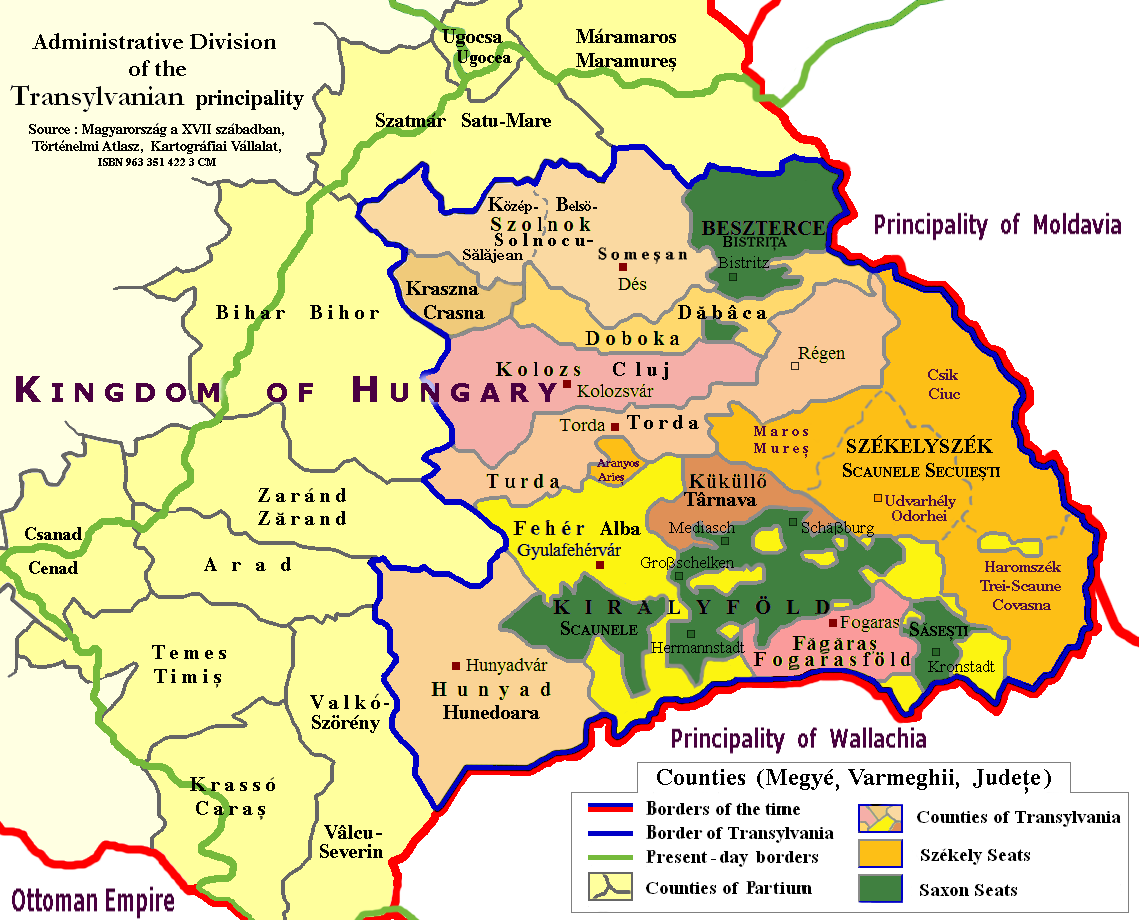
Comitatul Dăbâca pe harta împărţirii administrative a Transilvaniei medievale

Comitatul Dăbâca, cunoscut și ca Varmeghia Dăbâcăi (în maghiară Doboka vármegye), a fost o unitate administrativă a Regatului Ungariei, care a funcționat din secolul XII și până la reforma administrativă din 1784. Capitala comitatului a fost orașul Gherla.
După reforma administrativă din 1876, partea apuseană a fost unită cu comitatul Solnocul Interior formând comitatul Solnoc-Dăbâca, în timp ce partea răsăriteană a fost incorporată în Comitatul Bistrița-Năsăud.

## Geografie
Comitatul Dăbâca se învecina la nord cu Comitatul Solnocul Interior și Districtul Bistrița, la sud cu Comitatul Cluj și Comitatul Turda, la vest cu Comitatul Crasna și Comitatul Solnocul de Mijloc și la est cu Principatul Moldova.

## Istorie
După venirea maghiarilor în Transilvania, comitatul a fost impus ca și formă de organizare teritorială, alături de scaun și district. De atunci datează cele mai vechi comitate - Dăbâca (Doboca, 1164), Solnoc (Szolnok, 1166), Turda, Cluj, Târnava, Cluj și Hunedoara. Comitatul Dăbâca se compunea la acel moment dintr-un târg și 163 de sate. Cetatea comitatului se afla la Dăbâca. În 1733 comitatul Dobocensis apare menționat ca fiind format din satele Dăbâca, Luna de Jos și Pâglișa.
Feldmareșalul Andrei Hadik, guvernator al Transilvaniei, a realizat în 1772 o statistică a populației; comitatul Dăbâca apare menționat cu 164 de localități, în care locuiau 15.241 familii cu un număr de 76.445 locuitori.
Comitatul medieval Dăbâca format în secolul XI dispare în 1784 odată cu împărțirea în Bezirke decisă de împăratul habsburgic Iosif al II-lea, apoi este parțial contopit cu o parte din comitatul Solnoc într-un nou comitat Solnoc-Dăbâca în cadrul Regatului Ungar, cu un teritoriu mai concentrat și cu limite simplificate, prin reforma administrativă legată de constituirea Imperiului Austro-Ungariei în 1876, care desființează Marele-Principat al Transilvaniei.
În anul 1779, comitatul Dăbâca (comitatus Dobacensis) conținea 162 de localități organizate în 2 cercuri: Dăbâca de Jos (83 sate) și Dăbâca de Sus (79 sate). În 1784, împăratul  austriac Iosif al II-lea reorganizează Marele Principat al Transilvaniei: Dăbâca de Jos și districtul Bistrița, împreună cu Cojocna și Turda de Sus formează un nou comitat, al cărui sediu este stabilit la Reghin. În același timp, Dăbâca de Sus și Solnocul Inferior sunt contopite într-un nou comitat, cu sediul la Dej. La 1837 comitatul Dăbâca avea un târg, 173 de sate și 2 cătune. Comitatul Dăbâca apare menționat și în lexiconul lui Treufeld din 1839.
În 1850, ele sunt înlocuite cu cele 5 districte militare (Cluj, Sibiu, Alba, Reteag și Odorhei), Dăbâca devenind parte e districtului militar Cluj (Koloszvari Katonai Kerulet). Comitatul Solnoc-Dăbâca format în 1867 se compunea din 83 de sate ale comitatului Dăbâca (cu excepția unor porțiuni alipite comitatelor Bistrița-Năsăud, Cluj și Sălaj), o parte din comitatul Solnocului Interior, precum și un număr de 48 de sate din Chioar, Uioara, Șieu, Sic și orașul Gherla.
În 1918, urmată fiind de confirmarea Tratatului de la Trianon din 1920, comitatul, alături de întreaga Transilvanie istorică, a devenit parte a României. În perioada 1940-1944, această regiune a fost ocupată de Ungaria, în urma Dictatului de la Viena.